# كيتي كوتي

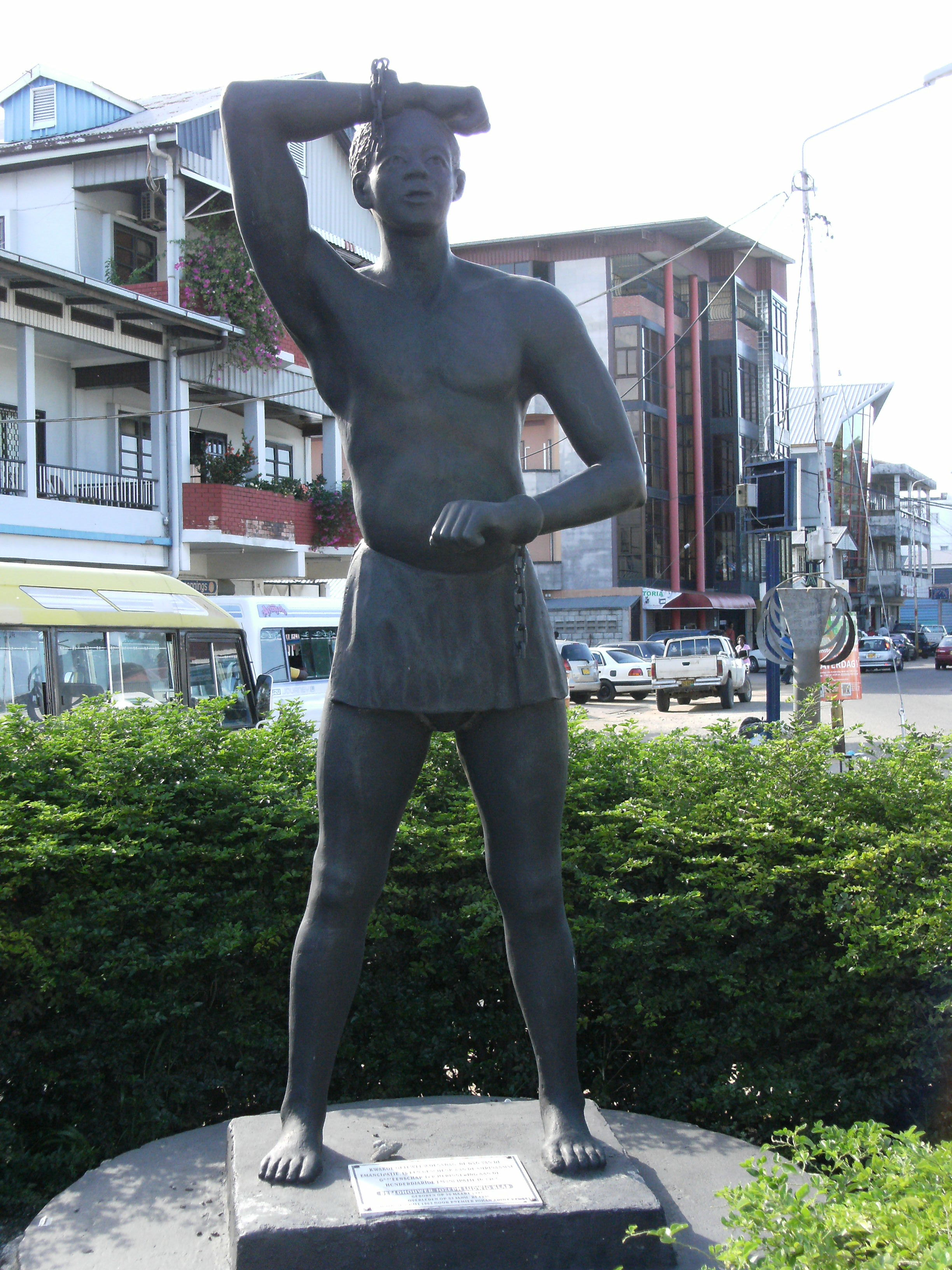
كواكو تمثال في باراماريبو، يمثل عبد سابق تم فك أسره

كيتي كوتي (لغة سرانان تعني «كسرت الأغلال»)، 1 يوليو، يوم التحرير (نهاية العبودية) في سورينام. ويعرف اليوم أيضاً بأنه (Prisiri) Maspasi، تعني «(مهرجان) التحرير».